# Las Vegas Altas
Las Vegas Altas és una comarca d'Extremadura situada a la província de Badajoz. Ocupa una superfície de 1643 km² i té 60.000 habitants. El cap comarcal és compartit entre Don Benito i Villanueva de la Serena.

## Municipis
- Acedera
- Cristina
- Don Benito
- El Torviscal
- Gargáligas
- Guadalperales
- Guareña
- Hernán Cortés
- Madrigalejo
- Manchita
- Medellín
- Mengabril
- Navalvillar de Pela
- Obando
- Palazuelo
- Puebla de Alcollarín
- Pueblonuevo del Guadiana
- Rena
- Ruecas
- Santa Amalia
- Torrefresneda
- Valdehornillos
- Valdetorres
- Valdivia
- Villar de Rena
- Villanueva de la Serena
- Vivares
- Yelbes
- Zurbarán
- Vegas Altas